# Das Mädchen Störtebeker
Das Mädchen Störtebeker ist eine fünfteilige Fernsehserie des Fernsehens der DDR, die 1979 in Zusammenarbeit mit der DEFA an der Ostseeküste produziert wurde. Im Mittelpunkt der Handlung steht das Mädchen Antje, das unbedingt in die Mannschaft der Pionierjacht Immer bereit!, einem Segelboot der Pionierorganisation Ernst Thälmann, aufgenommen werden will und in ihren Phantasievorstellungen von dem Seeräuber Klaus Störtebeker und seinen Kumpanen unterstützt wird. Die Idee und das Szenarium stammen von dem Wismarer Schriftsteller Hans Draehmpaehl (1932–1994), der seine Werke vorzugsweise auf Plattdeutsch verfasste. Die Ausstrahlung erfolgte ab dem 23. November 1980.

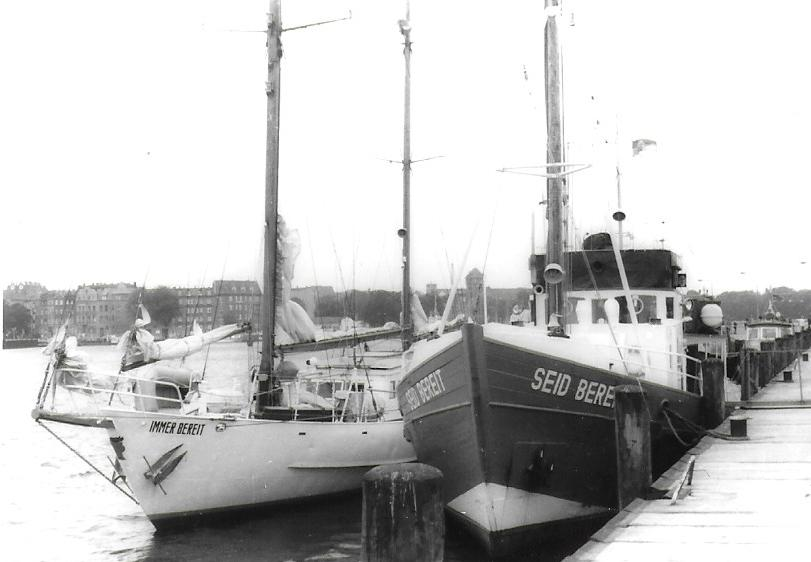
Die Pionierschiffe IMMER BEREIT (Segelyacht) und der Kutter SEID BEREIT (ex KFK 327) 1981 im öffentlichen Hafen vor dem Panorama von Stralsund

## Handlung
Antjes Vater ist Kapitän auf einem Handelsschiff. Da ihre Eltern eine gemeinsame Fahrt nach Argentinien machen, ist Antje bei ihrem „Großvadding“ in (dem fiktiven) Südermünde untergebracht. Der Großvater gibt ihr einen alten Roman über Klaus Störtebeker zu lesen. Durch die Lektüre wird Antjes Phantasie angeregt. Sie möchte unbedingt auf die Pionierjacht Immer bereit!, um auch Kapitän zu werden. Im Schuppen des Großvaters hat sie sich mit seiner Hilfe ein „Piratenschiff“ eingerichtet, das in ihrer Phantasie von ihr kommandiert wird.
Allerdings ist Antje derartig mit dem Roman beschäftigt, dass ihre Leistungen sowohl in Mathematik als auch beim Schwimmunterricht zu wünschen übrig lassen. Von ihrer Lehrerin wird sie daher wegen ihrer Unaufmerksamkeit kritisiert. In Tagträumen sieht sie Störtebeker und seine Seeräuber, die ihr Mut machen, ihren Traum zu erfüllen. Ohne Schwimmzeugnis und gute Mathematikkenntnisse ist eine Aufnahme auf der Immer bereit! allerdings ausgeschlossen. Antje nimmt daher Mathematiknachhilfeunterricht bei ihrem Mitschüler Dirk und Schwimmunterricht bei ihrer Mitschülerin Claudia.
Doch Antje ist sehr ungeduldig, da sie auf der Immer bereit! unbedingt als Steuerfrau an einer Regatta in Warnemünde teilnehmen will. Nachdem sie bei Dirk Mathematik gelernt hat und ihre Kenntnisse im Unterricht mit einer „1“ unter Beweis stellt, bittet sie Claudia, ihr über den Bademeister ein Blankoformular für ein Schwimmzeugnis zukommen zu lassen. Claudia lässt sich mit einer afrikanischen Schmuckkette, die Antjes Vater von einer Reise mitgebracht hat, „bestechen“ und meldet ihr Zeugnis als verloren, so dass sie ein Blankoformular erhält, das auf Antjes Namen ausgestellt wird. Antje ist sich in ihrer Begeisterung für die Immer bereit! nicht im Klaren darüber, dass es sich um Urkundenfälschung handelt.
Da sie sich in einem Seenotfall als sehr aufmerksam erwiesen hat, ist Kapitän Martens bereit, Antje an Bord zu nehmen. Die Besatzung, die nur aus Jungen besteht, steht aber der Aufnahme eines Mädchens teilweise skeptisch gegenüber: „Frau an Bord bringt Totschlag und Mord“. Martens und andere Besatzungsmitglieder sind jedoch der Meinung, dass nicht das Geschlecht, sondern allein die Leistung zählt. Da allerdings Antjes Betrug auffliegt, wird sie des Schiffs verwiesen. Ihr Großvater, Tante Paula und Klaus, der Feuerwehrmann und Brückenwärter, Uwe, ein Piratensegler – zwei erwachsene Freunde Antjes – machen ihr allerdings Mut. Nach einigen Abenteuern und immer bereit, ihr Ziel zu erreichen, gelingt es ihr, Teil der Crew der Immer bereit! zu werden. Klaus darf nun im Schuppen, wo das „Piratenschiff“ Antjes steht und das nun nicht mehr gebraucht wird, eine Fischerstube einrichten, in der allerlei Andenken aus der Seefahrt ausgestellt werden sollen.

## Produktionsnotizen
Die Hauptdarstellerin Violetta Sudmann wurde aus einer großen Anzahl von Bewerberinnen bei einer Ausschreibung in Stralsund angenommen. Die echte Mannschaft der Immer bereit! war während der Dreharbeiten nicht sichtbar und arbeitete im Hintergrund.
In einem Interview mit der „Deutschen Lehrerzeitung“ von 1980 verneinte Autor Draehmpaehl, dass die Handlung eventuell auf die Störtebeker-Ballade von Kuba zurückzuführen sei, die in Ralswiek aufgeführt wurde. Vorlage für das Szenarium seien einzig und allein die Lebensgeschichte Störtebekers und die Jacht Immer bereit! selbst gewesen.

## Trivia
- Während des Geschichtsunterrichts liest Antje aus dem DDR-Schulgeschichtsbuch für die 6. Klasse eine Passage über Störtebeker vor und erklärt dann der Klasse den Begriff Likedeeler. Die Likedeeler hätten ihre Beute mit den armen Leuten an der Nord- und Ostseeküste geteilt und wurden dafür von ihnen geliebt und verehrt, was Lehrer Baumann zustimmend kommentiert: „Und mit Recht.“
- Die Immer bereit! wurde 1960 in Berlin gebaut und 1994 in Greif von Ueckermünde umbenannt. Ihr Heimathafen war auch während der Dreharbeiten Ueckermünde, für die Filmaufnahmen wurde jedoch der am Heck sichtbare Schriftzug des Heimathafens vermutlich durch Überkleben mit einer Folie oder Übermalen in Südermünde abgeändert.
- An Antjes Ostsee-Regatta-Ort mit der IMMER BEREIT in Warnemünde hatten am Ufer der Warnow unweit vom Hotel Am Alten Strom einst der „Pionier-Kutter“ SEID BEREIT (ex KFK 327) und weiter stromauf in der Stadt der alte Dampfer Vorwärts (Schiff, 1903) ihre Liegeplätze, welche beide heute mit dem Jugendschiff LIKEDEELER einen Nachfolger für die maritimen Träume von Kindern und Jugendlichen in Rostock haben.
- Die Immer bereit! bzw. Greif von Ueckermünde ist heute eines der Boote des Zentrum für Erlebnispädagogik und Umweltbildung.

## Überlieferung
2010 erschien in der Reihe „DDR TV-Archiv“ eine DVD-Edition mit einem Beiheft mit Informationen zur Serie.